# Oecomys concolor
Oecomys concolor is een zoogdier uit de familie van de Cricetidae. De wetenschappelijke naam van de soort werd voor het eerst geldig gepubliceerd door Wagner in 1845.